# Thiên vương
Về hành tinh mang tên Thiên Vương, xem Sao Thiên Vương

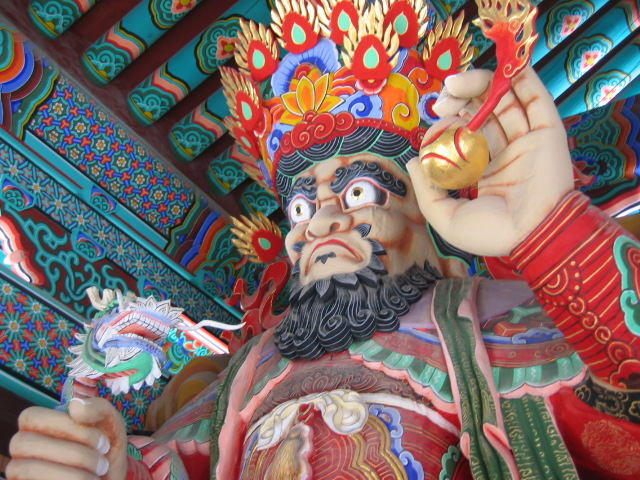
Tượng Quảng Mục thiên vương trong một đền thờ ở Hàn Quốc

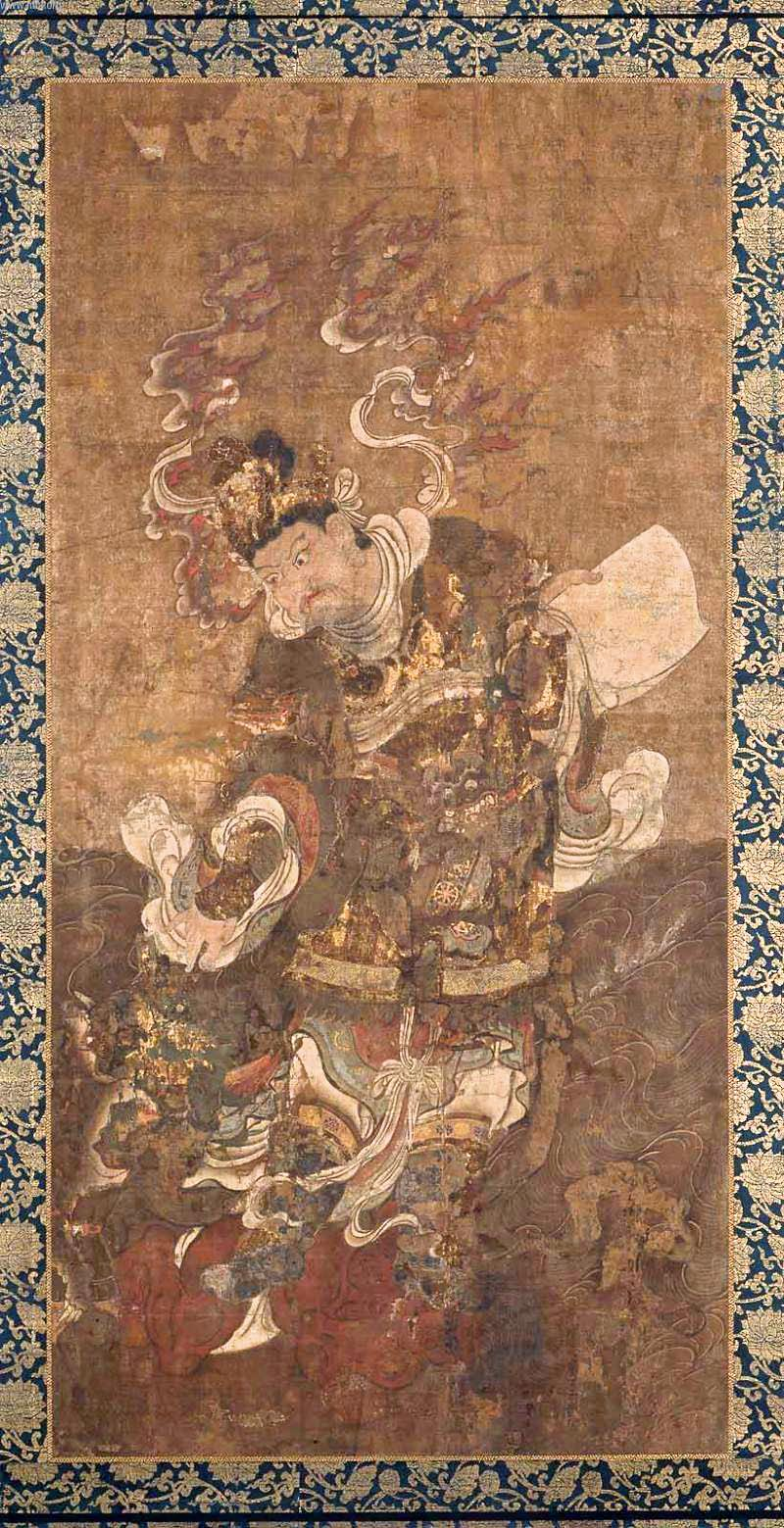
Quảng Mục Thiên Vương, Vị Thiên Vương của phương Tây (một trong Tứ Đại Thiên Vương). Tranh thế kỷ 13.

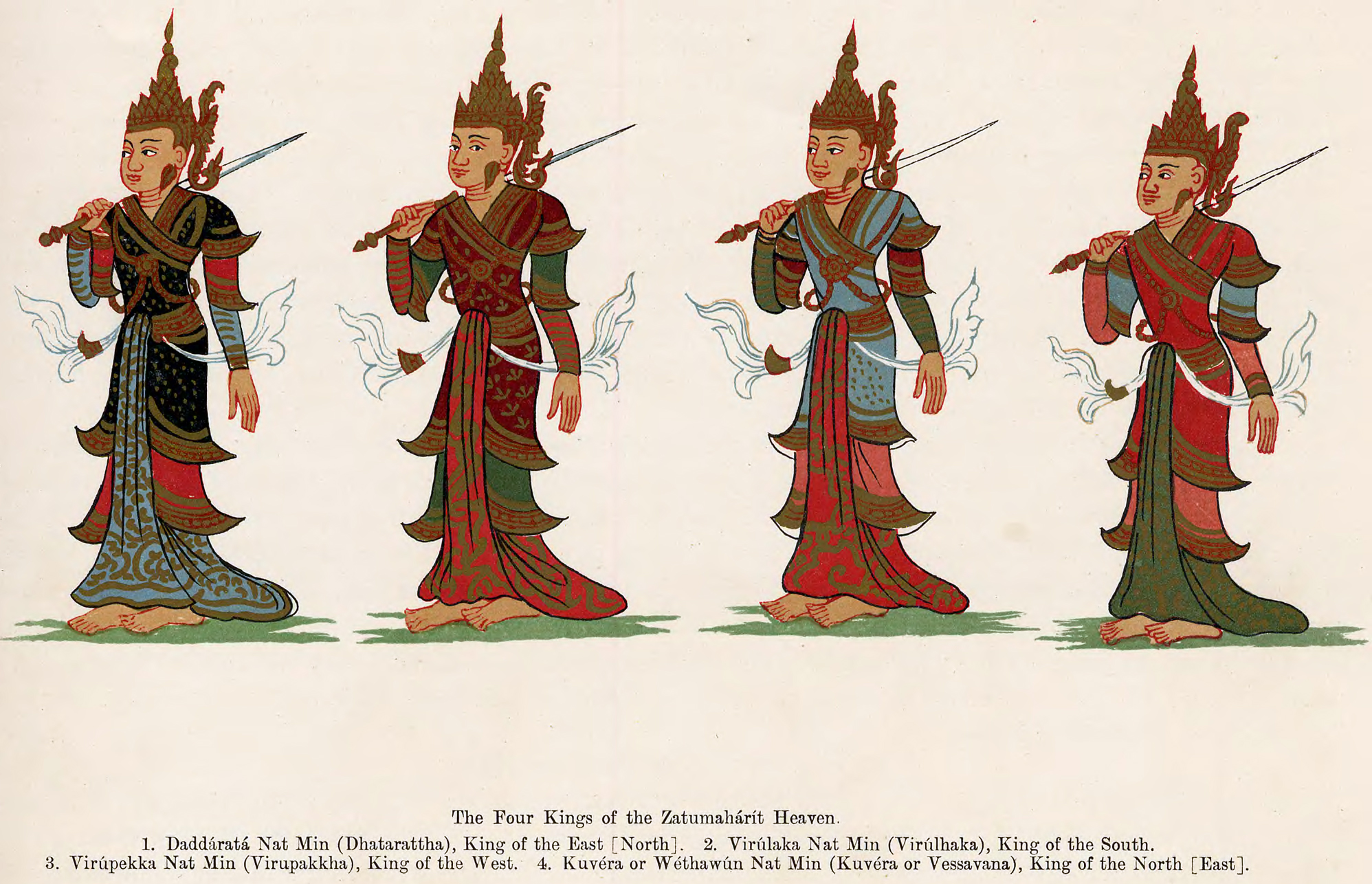
Theo truyền thống Miến Điện (1906)

Tứ đại thiên vương (zh. 四大天王, hq. 사왕천/사천왕, nb. 四天王) được xem như là người canh giữ thế giới, thường được thờ trong các chùa. Truyền thuyết cho rằng các Thiên vương sống trên núi Tu-di (sa. meru), canh giữ thế giới và Phật pháp. Các vị đó chiến đấu chống cái ác và bảo vệ những nơi Phật pháp được truyền bá. Thân thể các vị được áo giáp che chở, đầu mang giáp sắt.

## Tổng quan
Có bốn vị Thiên Vương (Tứ Thiên vương, sa. catur-mahārāja) ở bốn hướng: 
1. Bắc Thiên vương với tên là Đa văn thiên (多聞天, sa. vaiśravaṇa) có thân màu lục, tay trái cầm cờ chiến thắng, tay phải mang tượng chùa hoặc một bảo tháp (mà trong đó – theo truyền thuyết – Long Thụ Tôn Giả đã tìm được những bộ kinh dưới Long cung), hoặc một con chuột màu bạc phun ngọc. Vị Bắc Thiên vương là vị quan trọng nhất trong bốn vị Thiên vương; Cai quản loài yêu quái (Dạ-xoa), được phân thành hai loại yêu (Dạ-xoa) là Thiên Yêu loài xinh đẹp  có vòng sáng quanh thân, Bàn Sinh Yêu loài có dáng hình xấu xí.
2. Nam Thiên vương là Tăng trưởng thiên (增長天, sa. virūḍhaka) có thân màu xanh, cầm gươm chém Vô minh. Vị này chuyên giữ gìn những chủng tử tốt đẹp trong con người; Bảo hộ chánh Pháp, cai quản chúng hung thần.
3. Đông Thiên vương là Trì quốc thiên (持國天, sa. dhṛtarāṣṭra) có thân trắng, tay cầm đàn, tiếng đàn sẽ làm tâm thức con người trở nên thanh tịnh; bảo hộ chúng sinh, cai quản chúng yêu quỷ nương tựa vào cây (Mộc Dạ-Xoa).
4. Tây Thiên vương tên Quảng mục thiên (廣目天, sa. virūpākṣa) có thân màu đỏ, tay phải cầm rắn hoặc rồng (sa. nāga) nhưng không cho nó chiếm giữ Như ý châu (ngọc như ý). Ngọc như ý chỉ chuyên dành cho những bậc giác ngộ và rắn chỉ là người canh giữ viên ngọc đó. Cai quản tất cả loài rồng. Quan sát thế gian và bảo hộ chúng sinh.

Truyền thuyết Trung Quốc đã nhắc các vị này từ thế kỷ thứ 4, nhưng đến đời Đường (thế kỷ thứ 7) người ta mới thật sự thờ cúng các vị Thiên vương. Mỗi vị này có 91 con trai và 8 tướng quân, giúp canh giữ mười phương thế giới. Tương truyền rằng, năm 742, Đại sư Bất Không Kim Cương (sa. amoghavajra, Mật tông) niệm chú Đà-la-ni gọi các vị Thiên tướng xuống giúp chống ngoại xâm. Vị Bắc Thiên vương và Tây Thiên vương hiện xuống đẩy lùi giặc, nhà vua nhớ ơn cho xây tượng các vị trong chùa chiền.

## Tên gọi
| Ngôn ngữ              | Dạng viết                            | La-tinh hóa                                   | Dịch nghĩa                                                  |
| --------------------- | ------------------------------------ | --------------------------------------------- | ----------------------------------------------------------- |
| Tiếng Phạn            | चतुर्महाराज                              | Chaturmahārāja Chaturmahārājikā               | Tứ đại Thiên vương                                          |
| Tiếng Phạn            | लोकपाल                                 | Lokapala                                      | Người bảo vệ thế giới                                       |
| Tiếng Sinhala         | සතරවරම් දෙවිවරු                          | Satharawaram Dewi                             | Four Privileged/Bestowed Gods                               |
| Tiếng Miến Điện       | စတုလောကပါလစတုမဟာရာဇ်နတ်                       | IPA: [sətṵ lɔ́ka̰ pàla̰]IPA: [sətṵ məhà ɹɪʔ naʔ] | Từ mượn từ catulokapāla từ mượn từ catumahā + king Nat      |
| Tiếng Trung Quốc      | 天王                                 | Tiānwáng                                      | Thiên vương                                                 |
| Tiếng Trung Quốc      | 四天王                               | Sìtiānwáng                                    | Tứ Thiên vương                                              |
| Tiếng Trung Quốc      | 四大天王                             | Sìdà Tiānwáng                                 | Four Great Heavenly Kings                                   |
| Tiếng Nhật            | 四天王                               | Shitenō                                       | Tứ Thiên vương                                              |
| Tiếng Hàn Quốc        | 四天王/사천왕                        | Sa-cheonwang                                  | Tứ Thiên vương                                              |
| Tiếng Việt            | 四天王                               | Tứ Thiên Vương                                | Tứ Thiên vương                                              |
| Tiếng Việt            | 四大天王                             | Tứ Đại Thiên Vương                            | Tứ đại Thiên vương                                          |
| Tiếng Tạng tiêu chuẩn | རྒྱལ༌ཆེན༌བཞི༌                            | rgyal chen bzhi                               | Tứ đại Thiên vương                                          |
| Tiếng Mông Cổ         | ᠳᠥᠷᠪᠡ ᠮᠠᠬᠠᠷᠠᠨᠵᠠТэнгэрийн дөрвөн хаан | Tengeriin dörwön xaan                         | Tứ Thiên vương                                              |
| Tiếng Thái            | จาตุมหาราชา                           | Chatumaharacha                                | Tứ Thiên vương, từ mượn từ catumahārāja (Pali)              |
| Tiếng Thái            | จตุโลกบาล                             | Chatulokkaban                                 | Four Guardians of the World, từ mượn từ catulokapāla (Pali) |
| Tiếng Pali            | Catu-Mahārāja                        | Catu-Mahārāja                                 | Tứ đại Thiên vương                                          |

Tứ đại thiên vương được cho là đang sống ở tầng trời Cātummahārājika, (tiếng Pāli Cātummahārājika, "của Tứ Đại Vương") trên sườn thấp của núi Tu Di, đó là mức thấp nhất của các chư thiên của Dục giới (Kāmadhātu). Họ là những người bảo vệ của thế giới và chống lại cái ác, mỗi người có thể chỉ huy một quân đoàn của những sinh vật siêu nhiên để bảo vệ Pháp.
| Tiếng Pali                                   | Vessarana                                                    | Virūlhaka                                | Dhatarattha                                                                       | Virūpakkha                                                                    |
| DevanagariTiếng Phạn La tinh hóa             | Đa Văn thiên vương (Kubera)                                  | Tăng Trưởng Thiên Vương                  | Trì Quốc thiên vương                                                              | Quảng Mục Thiên Vương                                                         |
| Ý nghĩa                                      | Có thể nghe thấy mọi thứ                                     | Kích thích sự tăng trưởng                | Bảo vệ vương quốc                                                                 | Có thể nhìn thấy mọi thứ                                                      |
| Kiểm soát                                    | Dạ-xoa                                                       | Kumbhanda                                | Gandharva                                                                         | Nāga                                                                          |
| Màu                                          | vàng hoặc xanh lục                                           | xanh lam                                 | trắng                                                                             | đỏ                                                                            |
| Biểu tượng                                   | ô dù                                                         | thanh kiếm                               | đàn tỳ bà                                                                         | con rắn                                                                       |
| Biểu tượng                                   | cầy mangut                                                   | thanh kiếm                               | đàn tỳ bà                                                                         | Phù đồ                                                                        |
| Biểu tượng                                   | Phù đồ                                                       | thanh kiếm                               | đàn tỳ bà                                                                         | ngọc trai                                                                     |
| Tùy tùng                                     | Dạ-xoa                                                       | Kumbhanda                                | Gandharvas                                                                        | Nāgas                                                                         |
| Hướng                                        | Bắc                                                          | Nam                                      | Đông                                                                              | Tây                                                                           |
| Chữ phồn thể/giản thể và Bính âm             | 多聞天王 / 多闻天王 Duōwén Tiānwáng                          | 增長天王 / 增长天王 Zēngzhǎng Tiānwáng   | 持國天王 / 持国天王 Chíguó Tiānwáng                                               | 廣目天王 / 广目天王 Guăngmù Tiānwáng                                          |
| Chữ phồn thể/giản thể và Bính âm             | 毗沙門天 / 毗沙门天                                          | 毗琉璃天 / 毗琉璃天                      | 多羅吒天 / 多罗吒天                                                               | 毗留博叉天 / 毗留博叉天                                                       |
| Kanji và phiên âm Latinh Hepburn             | 多聞天 (毘沙門天) Tamon-ten (Bishamon-ten)                   | 増長天Zōchō-ten                          | 持国天Jikoku-ten                                                                  | 広目天Kōmoku-ten                                                              |
| Kanji và phiên âm Latinh Hepburn             | 多聞天 (毘沙門天) Tamon-ten (Bishamon-ten)                   | 増長天Zōchō-ten                          | 治国天Jikoku-ten                                                                  | 広目天Kōmoku-ten                                                              |
| HangulRomaja quốc ngữ                        | 다문천왕Damun-cheonwang                                      | 증장천왕增長天王 Jeungjang-cheonwang     | 지국천왕持國天王 Jiguk-cheonwang                                                  | 광목천왕廣目天王 Gwangmok-cheonwang                                           |
| Từ Hán-Việt                                  | Đa Văn Thiên                                                 | Tăng Trưởng Thiên                        | Trì Quốc Thiên                                                                    | Quảng Mục Thiên                                                               |
| Chữ Tạng và Phiên âm giản thể THL            | རྣམ་ཐོས་སྲས་ (Namthöse)                                         | ཕགས་སྐྱེས་པོ་ (Phakyepo)                     | ཡུལ་འཁོར་སྲུང་ (Yülkhorsung)                                                          | སྤྱན་མི་བཟང་ (Chenmizang)                                                        |
| Chữ Mông Cổ, chữ Kirin và chữ Latinh Mông Cổ | ᠥᠯᠥᠨ ᠦᠨᠳᠡᠰᠲᠨᠢᠢ ᠦᠽᠡᠯ(Олон үндэстний үзэл) Olon ündestnii üzel | ᠲᠢᠶᠡᠨᠢ ᠥᠰᠥᠯᠲ(Тиений өсөлт) Tiyenii ösölt | ᠦᠨᠳᠡᠰᠲᠨᠢᠢ ᠽᠠᠰᠤᠠᠷ ᠦᠯᠢᠴᠬᠢᠯᠭᠡᠡ(үндэсний засвар үйлчилгээ) ündesnii zasvar üilchilgee | ᠰᠶᠡᠯᠶᠡᠰᠲᠢᠶᠡᠯ ᠰᠦᠷᠲᠠᠯᠴᠬᠢᠯᠭᠠᠠ(селестиел сурталчилгаа) syelyestiyel surtalchilgaa |

## Hình ảnh

Tứ đại Thiên vương Hàn Quốc (Virūpākṣa
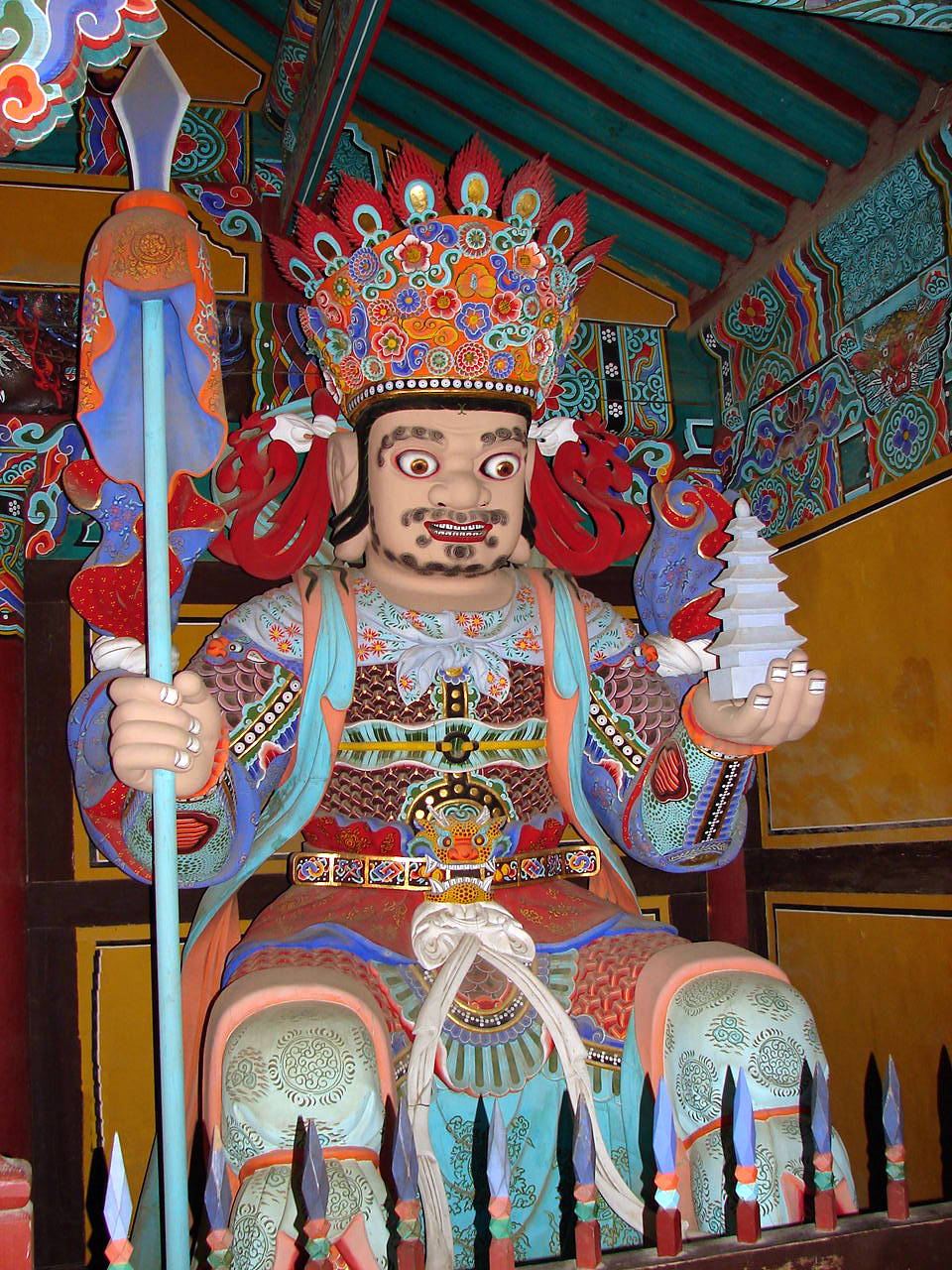
다문천왕 (Bắc)
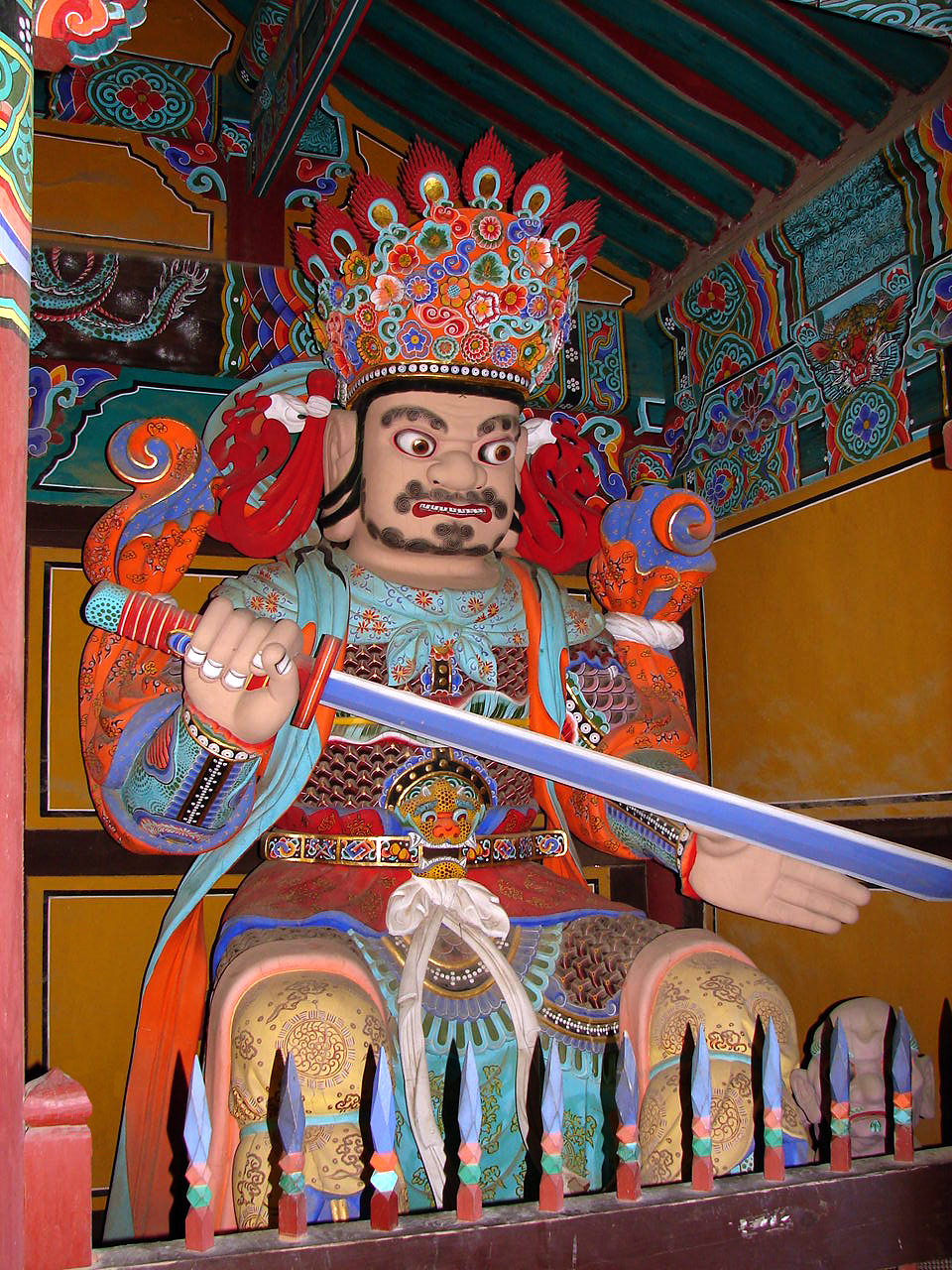
증장천왕 (Nam)
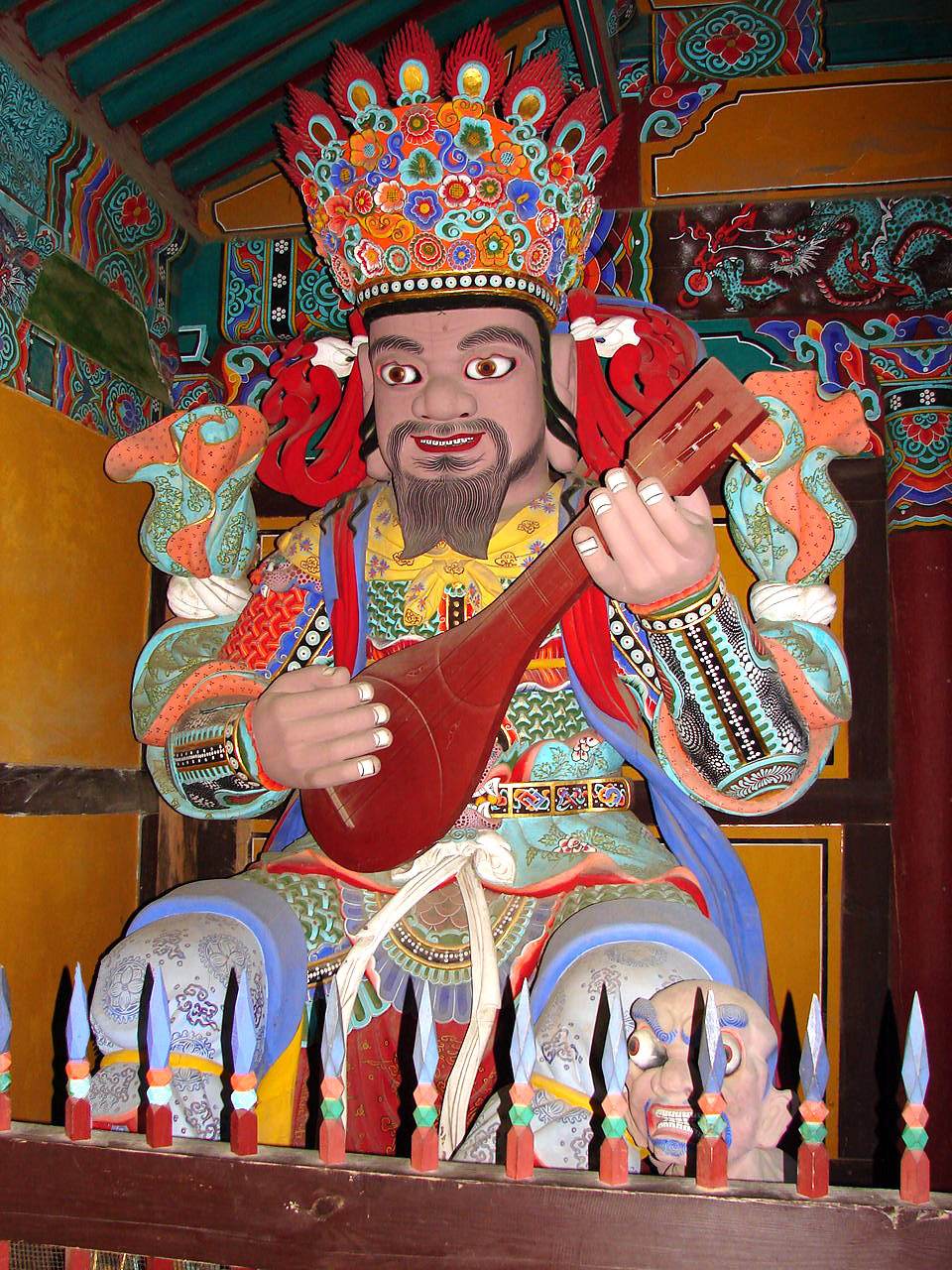
지국천왕 (Đông)
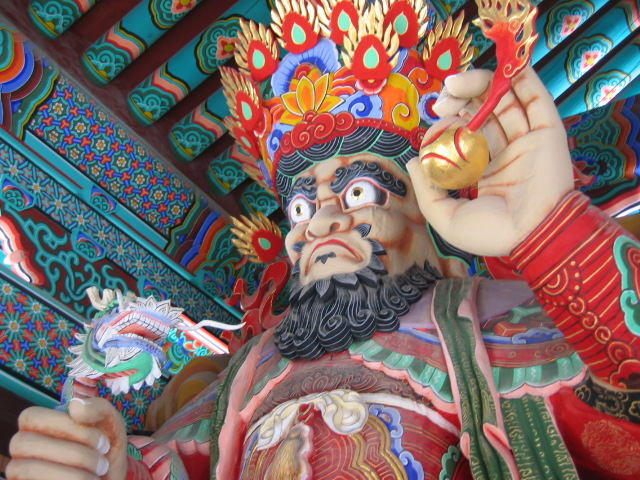
광목천왕 (Tây)

Tứ đại Thiên vương Nhật Bản (Shitennō)
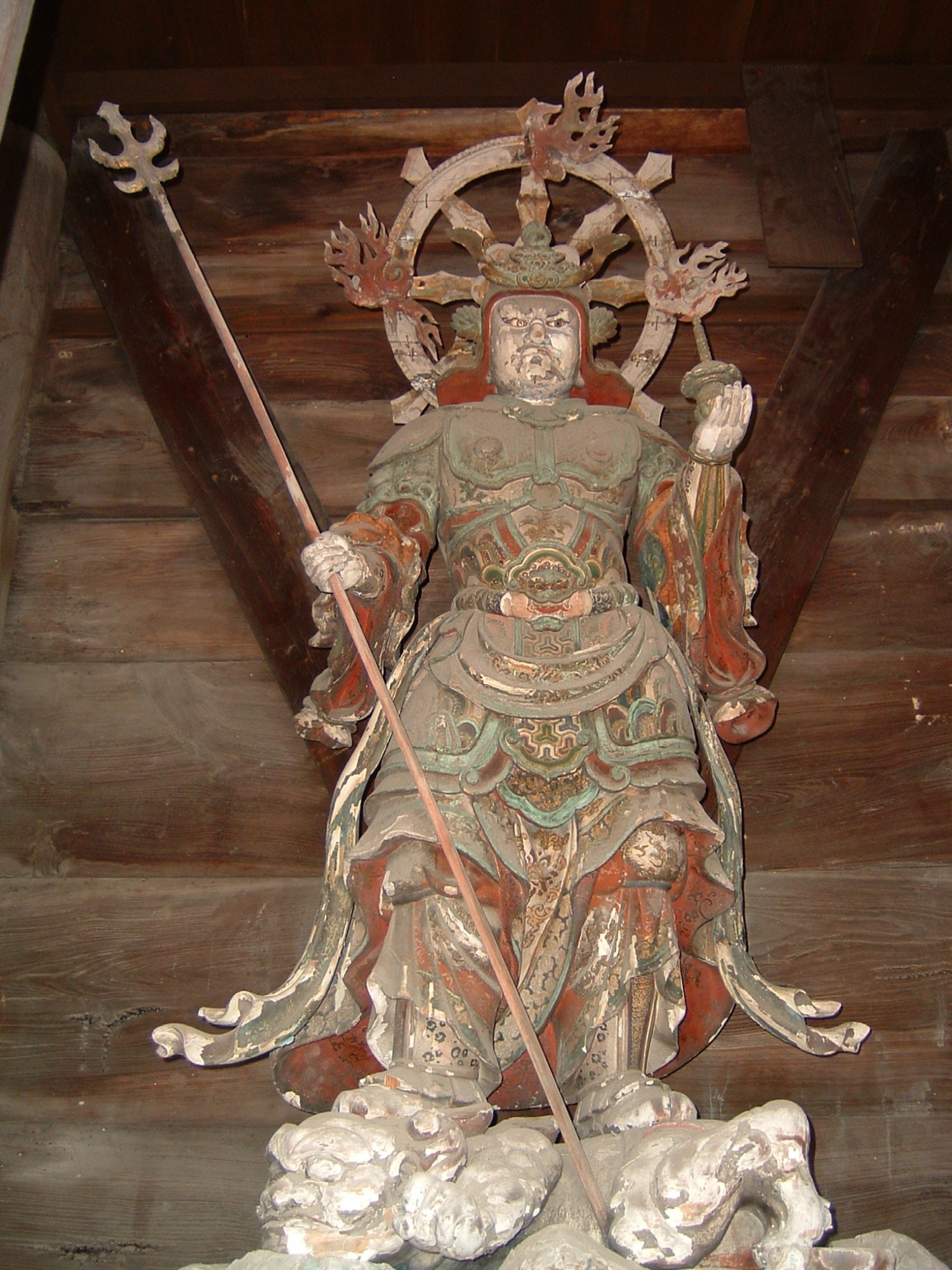
Bishamon-ten (Bắc)
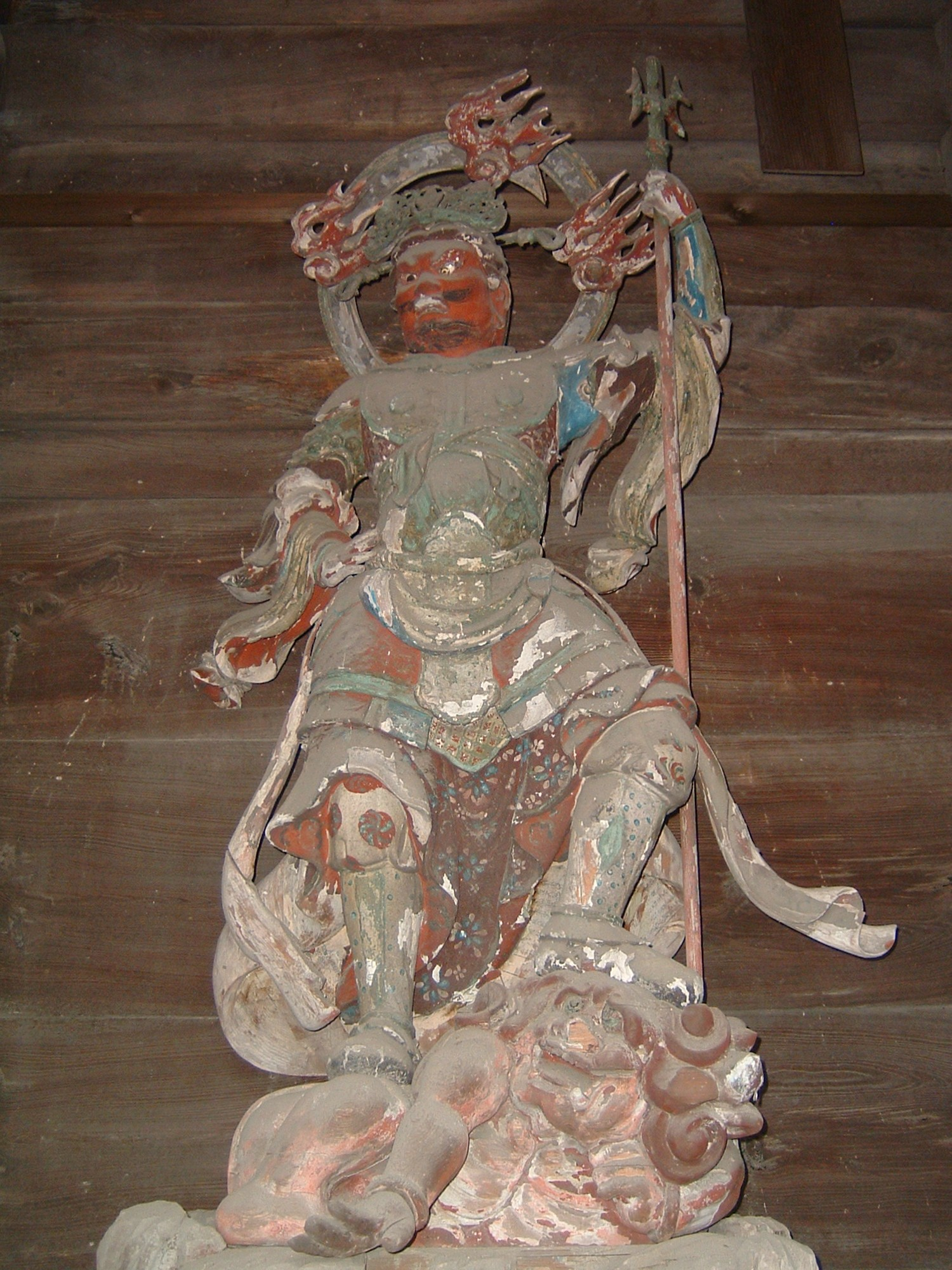
Zōjō-ten (Nam)
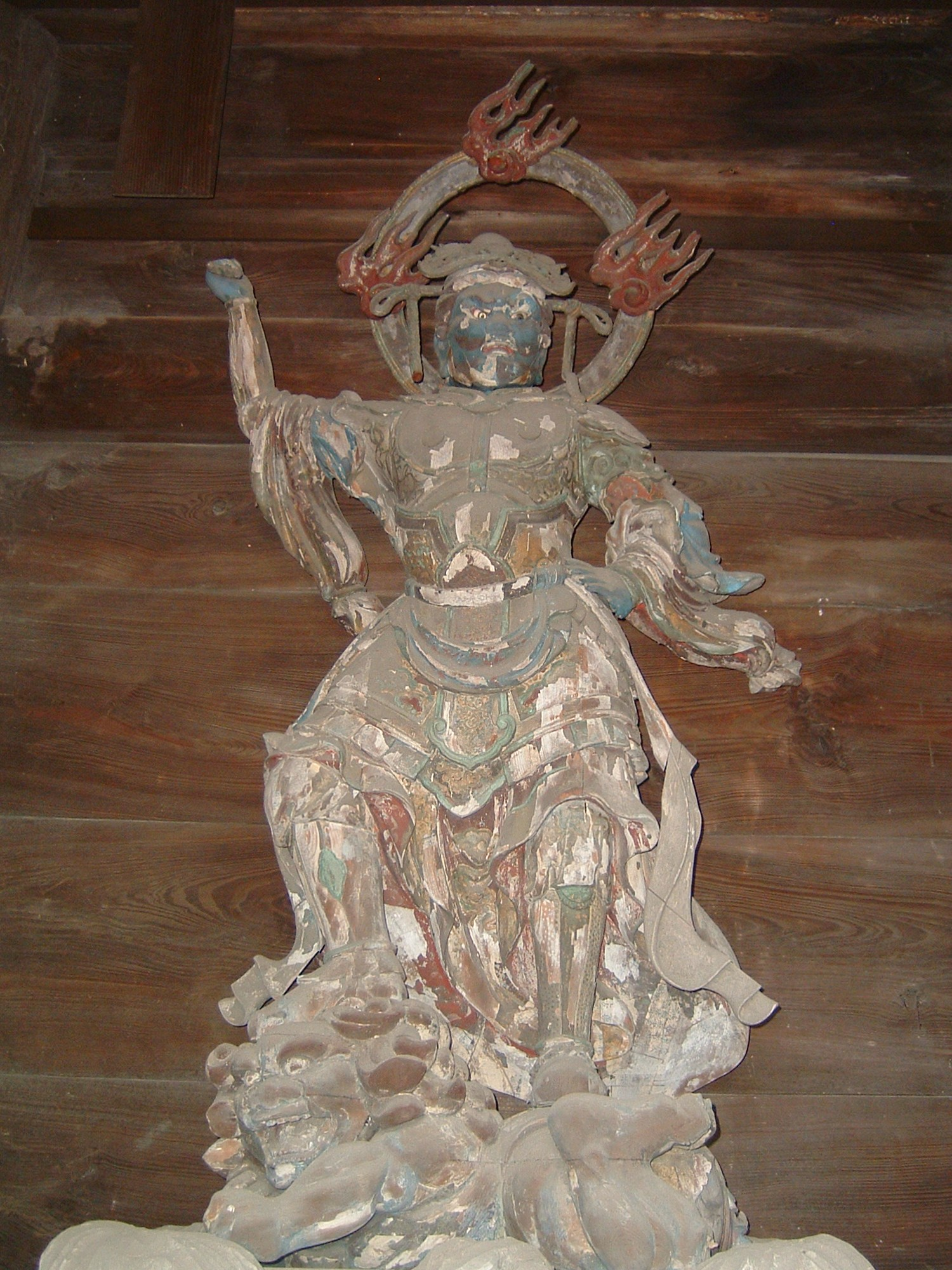
Jikoku-ten (Đông)
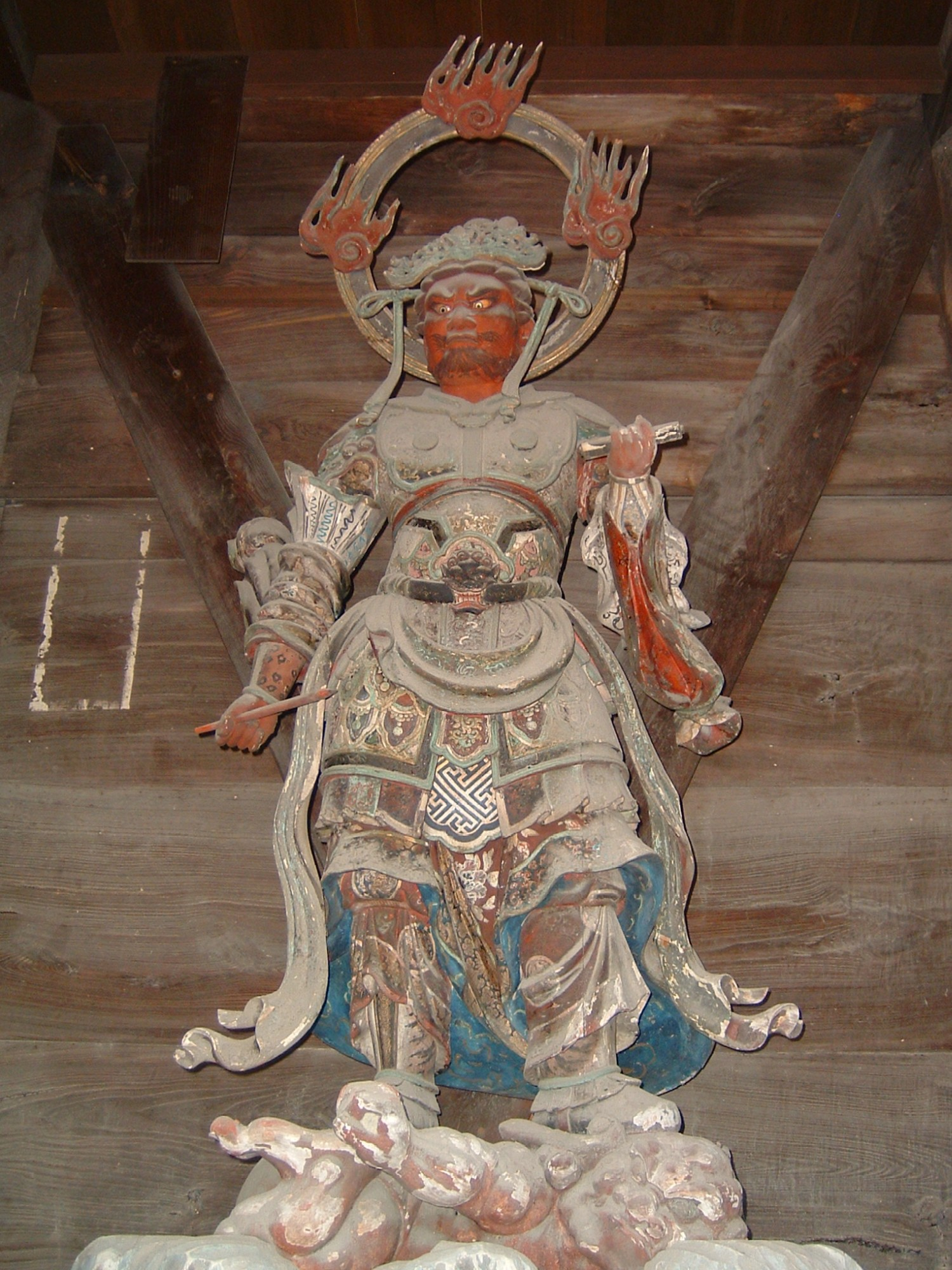
Kōmoku-ten (Tây)

Bốn Thiên Vương tại Bạch Tháp Tự, Bắc Kinh
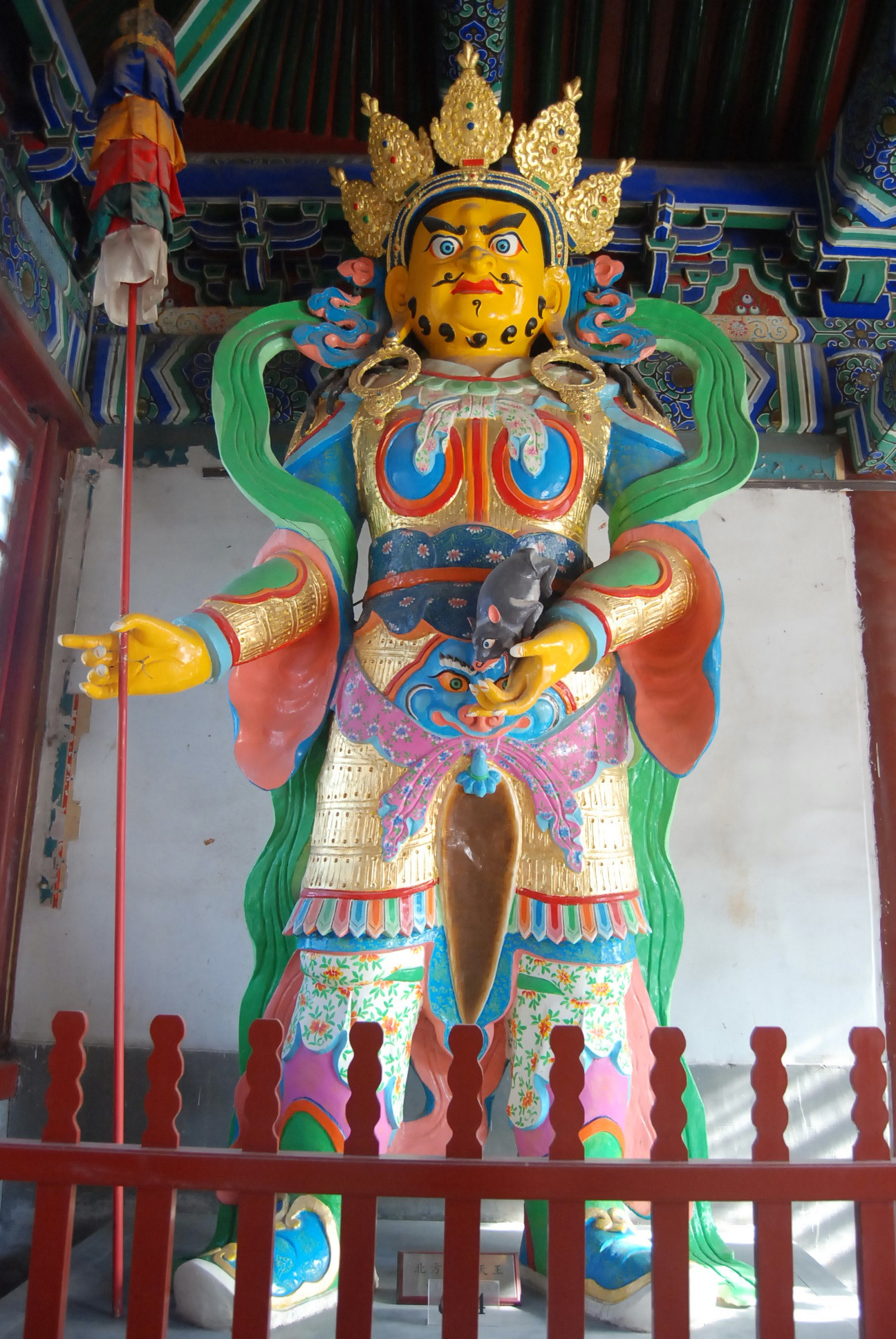
Vaisramana (Duowen 多聞天王) (Bắc)
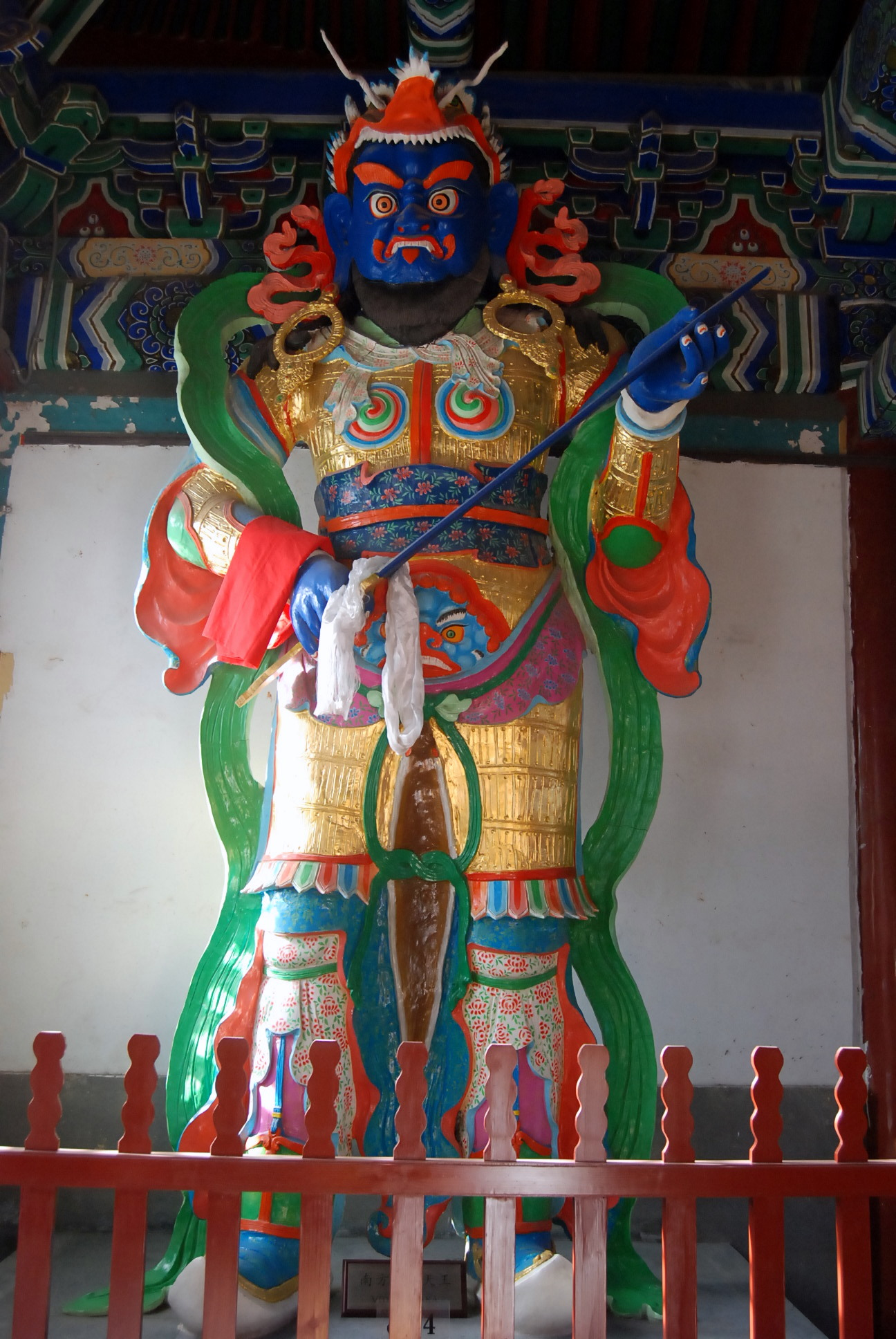
Vidradhaka (Zengzhang 增長天王) (Nam)
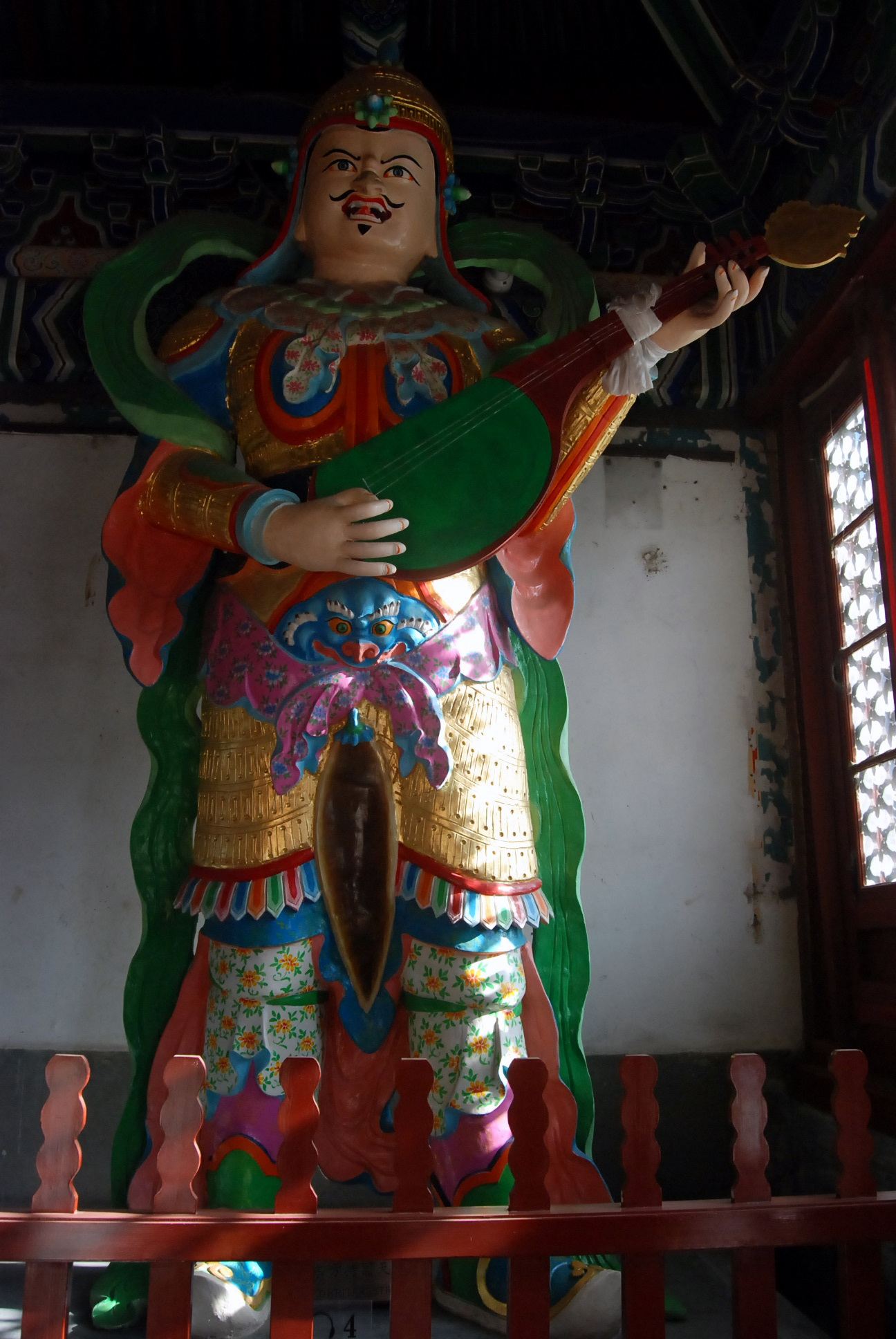
Dhritarashtra (Chiguo 持國天王) (Đông)
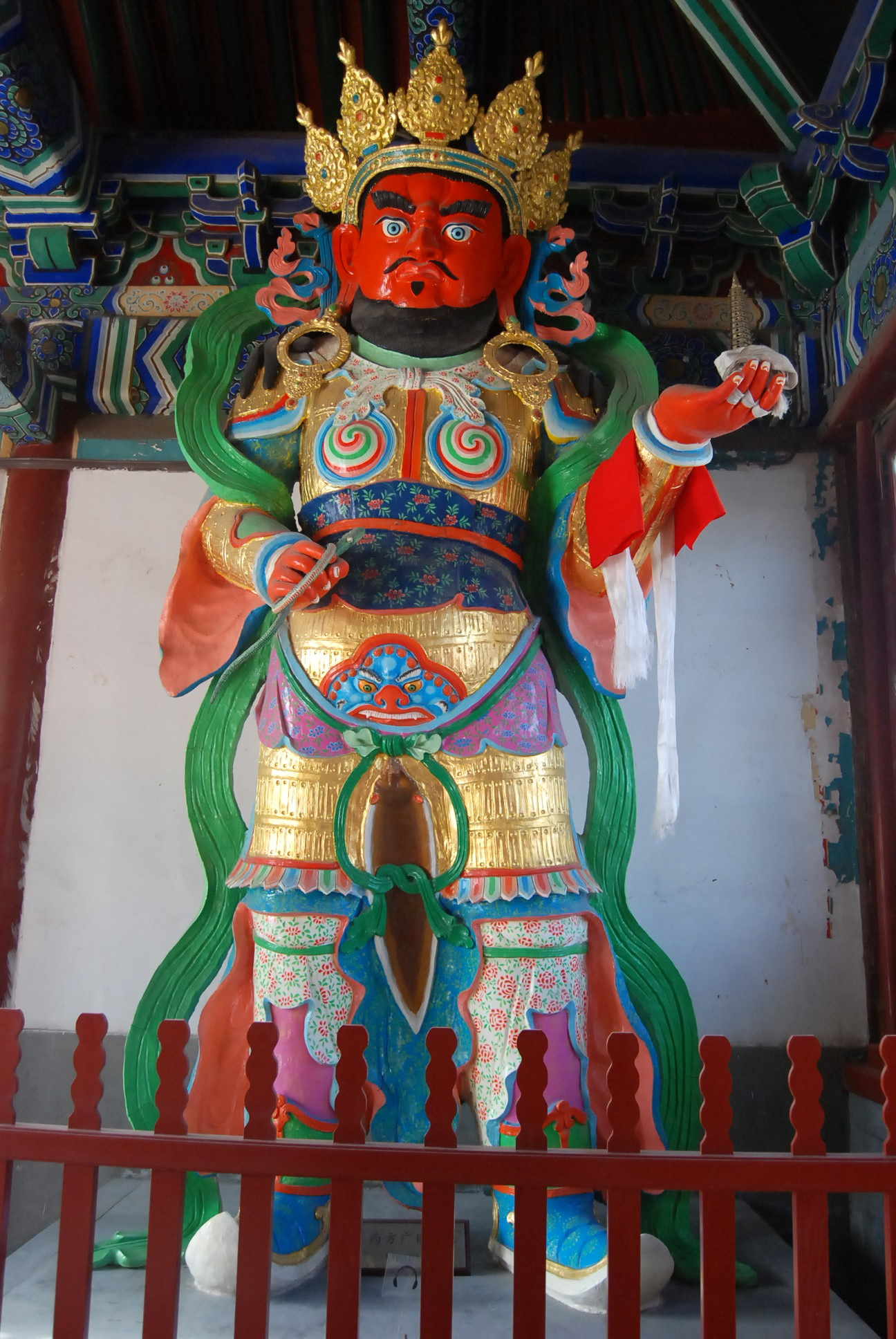
Virapaksa (Guangmu 廣目天王) (Tây)